# Wang Shuo
Wang Shuo (cinese moderno: 王朔 - pinyin: Wáng Shuò) (Nanchino, 23 agosto 1958) è uno scrittore, regista e attore cinese.

## La vita
Nato a Nanchino nel 1958, è cresciuto nel distretto militare di Pechino. Durante la Rivoluzione Culturale, appena adolescente, i genitori vengono spediti a lavorare nelle campagne. Fu così costretto a vivere da solo col fratello e altri ragazzi nella stessa situazione. Questo periodo della sua vita è contrassegnato dalla ribellione, dalle risse e dalla prigione. Si diplomò nel 1976 ed entrò nella marina militare come assistente medico, qui passò 4 anni prima di essere cacciato. Costretto a impiegarsi in una farmacia, iniziò a scrivere romanzi e racconti. È anche autore di canzoni e di sceneggiature cinematografiche, regista e attore. È diventato un autore celebrato in tutta la Cina ed è uno degli autori cinesi contemporanei più noti all'estero, infatti, anche autori occidentali come Stephen King hanno espresso pareri positivi riguardo Wang, che recentemente ha respinto un'offerta di contratto della Francis Ford Coppola's Productions.
Malgrado il suo stile grezzo, le sue opere non sono mai state vietate e soltanto una pellicola basata su un suo romanzo non ha ottenuto il permesso di essere trasmesso in Cina fino al 2004, non dovuto alla politica, ma piuttosto dovuto allo stile. Grazie anche al suo background familiare (famiglia militare) che non è in contrasto con il partito comunista. È molto popolare fra studenti e oppositori del regime per aver illuminato gli aspetti più oscuri della nuova Cina.

## Lo stile
Il New York Times l'ha definito il Kerouac cinese, questo perché il suo “scrivere rivoluzionario” ricorda la Beat Generation. I critici cinesi di vecchio stampo hanno descritto il suo stile da hooligan come “un inquinamento spiritoso”.
I suoi lavori descrivono la generazione culturalmente confusa dopo la Rivoluzione Culturale, contrassegnata da un comportamento ribelle. Ha dato inizio ad un nuovo stile di scrittura in Cina. Influenza i nuovi autori, la sua satira non è un confronto diretto con l'autocracy comunista ma è una ridicolizzazione della carenza di modernità del partito ed un senso di indifferenza verso la politica. Nel suo stile di scrittura, Wang Shuo evidenzia la lingua parlata nelle strade. Usa il dialetto di Pechino, che rende i suoi scritti molto chiari ed attraenti. Il suo stile ha punti di contatto con quello di Lao She, scrittore molto importante nella letteratura pechinese.

## Opere
- Wanzhu (顽主) (1987)
- Lun hui  (轮回) (1988)
- Scherzando col fuoco (玩儿的就是心跳  Wanr de jiushi xintiao) (1989)
- Metà acqua, metà fuoco  (一半是火焰，一半是海水 Yi Ban Shi Huo Yan, Yi Ban Shi Hai Shui) (1989)
- Qingchun wu hui (青春无悔) (1991)
- Xiao shi de nü ren (消失的女人) (1993)
- Yong shi wo ai (永失我爱) (1994)
- Qianwan bie ba wo dang ren (千万别把我当人) (1989)
- He women de nüer tanhua. (和我们的女儿谈话) (2008)